# Christian Oberlies
Johann Christian Oberlies (* 24. März 1790 in Fürstenberg; † 2. November 1872 ebenda) war ein deutscher Bürgermeister und Politiker.

## Leben
Oberlies war der Sohn des Schneidermeisters Johannes Oberlies (* 8. Januar 1758 in Viermünden; † 2. Mai 1838 in Fürstenberg) und dessen Ehefrau Elisabeth Margrethe geborene Kühling (* 29. September 1764 in Fürstenberg; † 9. November 1823 ebenda). Er war evangelisch und heiratete am 23. April 1810 in Fürstenberg Friederika Louisa Brühmann (* 19. September 1786 in Fürstenberg; † 31. Mai 1839 ebenda), die Tochter des Johann Gebhard Brühmann und der Elisabeth Margretha Hagebusch. 1846/47 und 1850/51 ist eine nichteheliche Verbindung mit Christiane Henriette Elisabeth Gall belegt. Der Schwager David Freund wurde ebenfalls Landstand und Bürgermeister.
Oberlies lebte als Bürger in Fürstenberg. Von Herbst 1828 bis Herbst 1829 und erneut von Herbst 1830 bis Herbst 1831 war er dort auch Bürgermeister. Als solcher war er vom 5. Dezember 1828 bis (Herbst) 1829 und von (Herbst) 1830 bis zum 21. Dezember 1831 Mitglied des Landstandes des Fürstentums Waldeck.